# Tübingen (regiune)
Tübingen este una dintre cele patru regiuni administrative de tip Regierungsbezirk ale landului Baden-Württemberg, Germania, fiind localizată în sud-estul landului.
| Kreise (districte rurale)                                                                                 | Kreisfreie Städte (orașe = districte urbane) |
| --- | -------------------------------------------- |
| 1. Alb Donau 2. Biberach 3. Bodensee 4. Ravensburg 5. Reutlingen 6. Sigmaringen 7. Tübingen 8. Zollernalb | 1. Ulm                                       |